# Tropidodipsas philippii
La culebra caracolera del Pacífico (Tropidodipsas philippii) es una especie de serpiente perteneciente a la familia Dipsadidae. 

## Clasificación y descripción
Es una culebra que alcanza una longitud total de 165 mm, la cabeza es más amplia que el cuello, ojos saltones moderadamente largos, posee 13 a 17 dientes maxilares y 18-23 dentarios, frontal siempre más largo que ancho; foseta loreal más larga que alta. Seis escamas supralabiales, 7 infralabiales. Cuerpo de moderado a extremo grado de compresión. Escamas vertebrales menos anchas que las dorsales, 64 a 92 escamas subcaudales, único escudo anal. Cuerpo de color negro con bandas blancas.

## Distribución
Se distribuye en playas de la costa del Pacífico y laderas adyacentes del oeste y sur de México desde Sinaloa hasta Oaxaca.

## Hábitat
S. philippii habita en playas, se encuentra en muchas regiones áridas y semiáridas en elevaciones de 1100 m s. n. m.; se asocia a vegetación que incluye bosque semiárido, arbustos y bosque espinoso. En 1961 se colectó un espécimen de un bosque tropical caducifolio, cerca del límite con matorral. En el valle de Colima, S. philippii está asociado a bosques húmedos, en Oaxaca a bosque de pino-encino, sin embargo, no se tienen registros de que la especie tenga hábitos arborícolas, sus modificaciones anatómicas indican que podría estar adaptada, no obstante, parece que no hay una preferencia entre vivir en la tierra o en los árboles. Muchos especímenes han sido colectados en carreteras y debajo de las rocas. La actividad terrestre de esta especie parece estar asociada a la temporada de lluvias. Es una especie nocturna, la ovulación se da probablemente durante la época de secas, los jóvenes parecen emerger durante la misma temporada.

## Estado de conservación
Se encuentra catalogada como preocupación menor (LC) en la IUCN y bajo la NOM-059-SEMARNAT está en protección especial.